# Яншао
Яншао (кит.: 仰韶) — назва неолітичних археологічних культур, які існували на території Китаю (долина середньої частини Хуанхе) в V—II тис. до н. е.
Виділена в 1921 на матеріалі провінції Хенань шведський геологом та археологом Юганом Гуннар Андерсоном (1874—1960). Однією з розпізнавальних характеристик є розписна кераміка. Поняття Яншао використовується для означення певного періоду (середній неоліт) в центральній і східній частинах басейну Хуанхе або групи окремих середньо-неолітичних культур (Баншань, Баньпо 1,2;, Шицзя, Мяодіґоу та ін.) На зміну Яншао прийшла культура Луншань.

## Поселення
На думку дослідників прото-яншаньці мігрували до долини річки Хуанхе через Гімалаї і Тибет. Жили невеликими громадами. Поселення зазвичай складалося з центральної чотирикутної будівлі площею понад 100 кв. м, навколо якої розташовувалися декілька заглиблених в землю круглих або квадратних хатин каркасно-стовпної конструкції зі стінами з жердин, обмазаних зовнішні сумішшю глини і соломи, і ямою для вогнища посеред приміщення. Вони служили житлом одній-двом шлюбним парам. Велика центральна будівля, на думку археологів, могла бути або будівлею для суспільних потреб всієї громади, або чоловічим будинком, в якому жили юнаки. Поселення оточували рови.

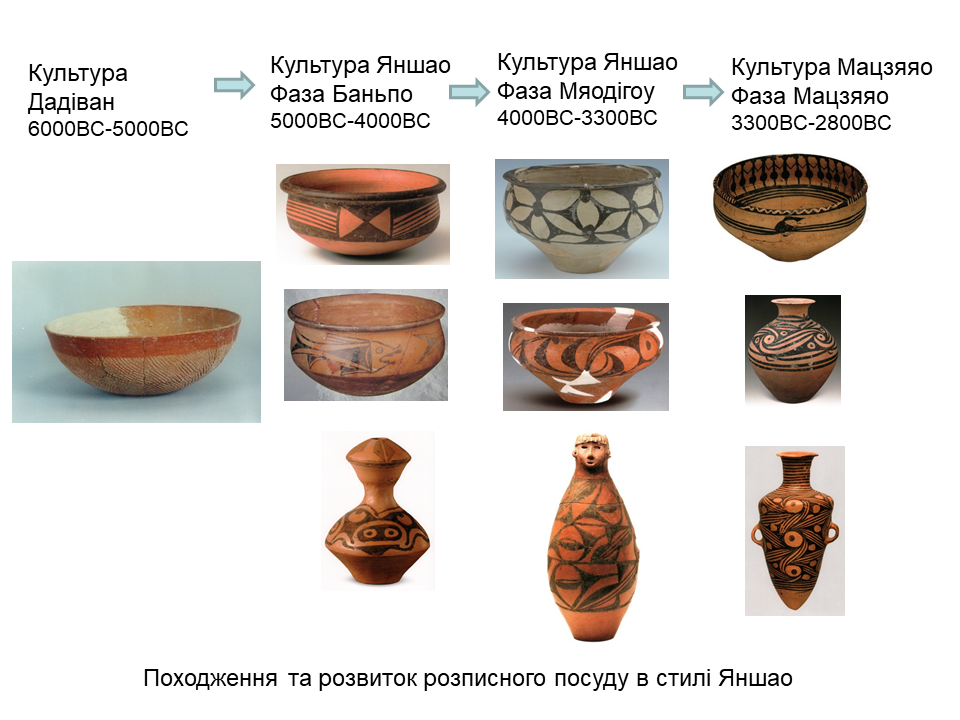
Походження та розвиток розписного посуду в стилі Яншао

## Поховання
На кладовищах, розташованих поза поселеннями, ховали тільки дорослих членів громади. Дітей ховали у великих глиняних посудинах біля осель, в кришках посудин були отвори, щоб душа дитини могла залишати свій посмертний дім і повертатися в нього. Дорослих ховали в ґрунтових ямах, в які клали глиняний посуд та інше начиння. У розмірах ям і кількості поміщених в поховання предметів особливої різниці не спостерігається, що свідчить про відсутність яскраво вираженої майнової та соціальної диференціації.

## Господарство
Культура Яншао характеризується заплавним землеробством. Головною сільськогосподарською культурою була чумиза (сорт проса), що вирощується на родючих лісових ґрунтах без штучного зрошення у зв'язку з тим, що в період Яншао клімат був більш теплим і вологим. Для копання землі використовували кам'яні та дерев'яні знаряддя, для збору врожаю — плоскі кам'яні або керамічні прямокутні ножі з отворами для мотузяної петлі. Представниками культури Яншао було одомашнено свиню і собаку.

## Ремесла
Найрозвиненішими ремеслами були виробництво знарядь з каменю і кістки та гончарство. Кам'яні і кістяні вироби ретельно полірували, найчастіше вони мали акуратно просвердлені отвори. Гончарний посуд, що виготовлявся у розташованих за межами поселень майстернях, обладнаних печами для випалу, відрізняється витонченістю форм, майстерністю виготовлення, забарвленням від яскраво-червоних до жовто-оранжевих тонів, складним геометричним і зооморфним орнаментом. Кожному з поселень були притаманні власні зооморфні орнаменти. Розпис має певну схожість з орнаментом трипільської культури.